# Rhagodia latifolia
Rhagodia latifolia là loài thực vật có hoa thuộc họ Dền. Loài này được (Benth.) Paul G. Wilson miêu tả khoa học đầu tiên năm 1983.